# Districtul Ubolratana
Ubolratana (în thailandeză อุบลรัตน์) este un district (Amphoe) din provincia Khon Kaen, Thailanda, cu o populație de 43.362 de locuitori și o suprafață de 487,7 km².

## Componență
Districtul este subdivizat în 6 subdistricte (tambon), care sunt subdivizate în 68 de sate (muban).
| Nr. | Nume              | În thailandeză | Sate | Locuitori |  |
| --- | ----------------- | -------------- | ---- | --------- |  |
| 1.  | Khok Sung         | โคกสูง          | 13   | 8,469     |  |
| 2.  | Ban Dong          | บ้านดง          | 14   | 10,243    |  |
| 3.  | Khuean Ubolratana | เขื่อนอุบลรัตน์     | 10   | 7,692     |  |
| 4.  | Na Kham           | นาคำ           | 13   | 6,578     |  |
| 5.  | Si Suk Samran     | ศรีสุขสำราญ      | 9    | 5,367     |  |
| 6.  | Thung Pong        | ทุ่งโป่ง          | 9    | 5,013     |  |